# Poul-Kristian
Poul-Kristian Henning Jensen (født 22. april 1944, død 11. januar 2014) var en dansk Conference Manager hos DFDS. Han blev kendt som entertainer i duoen Danny Drags sammen med Bendt Reiner, og han har medvirket i filmene Hopla på sengekanten og Lille spejl.